# Akira Kodama
Akira Kodama (小玉晃, Kodama Akira),  né le 20 mars 1944, est un ancien joueur japonais de basket-ball.